# Mission Jarring
 (décembre 2024).

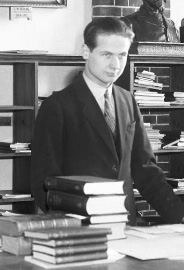
Photo de Gunnar Jarring

La mission Jarring se réfère aux efforts entrepris par Gunnar Jarring pour réaliser un règlement pacifique du conflit entre Israël et ses voisins arabes après la guerre des Six Jours en 1967. Il a été nommé le 23 novembre 1967 par le secrétaire général de Nations unies, U Thant, représentant spécial conformément à la résolution 242 du Conseil de sécurité des Nations unies pour négocier la mise en œuvre de la résolution.
Les gouvernements d'Israël, d'Égypte, de Jordanie et du Liban ont reconnu la nomination de Jarring et ont consenti à participer à sa diplomatie de navette, bien qu'ils aient différé sur les points clés d'interprétation de la résolution. Le gouvernement de Syrie a rejeté la mission de Jarring parce que le retrait israélien constituait une condition sine qua non pour de nouvelles négociations. Après dénonciation de cela en 1967, la Syrie accepta « conditionnellement » la résolution en mars 1972.
Le rapport de Jarring a été présenté au public le 4 janvier 1971. Le 8 février, il a soumis aux gouvernements égyptien et israélien son plan le plus détaillé pour un traité de paix égypto-israélien, qui a été accepté par les deux parties en ajoutant des amendements.
Les pourparlers ont continué sous les auspices de Jarring jusqu'à 1973, mais ne sont arrivés à aucun résultat. Après 1973, la mission Jarring a été remplacée par des conférences de paix bilatérales et multilatérales.